# Soon May the Wellerman Come
Soon May the Wellerman Come, ook wel bekend als Wellerman, is een oud zeemanslied. In het lied wordt regelmatig verwezen naar de "wellermen", bevoorradingsschepen van de Engelse gebroeders Weller die naar Nieuw-Zeeland waren geëmigreerd. In 2020 en 2021 werden versies van de Britse volksmuziekgroep The Longest Johns en de Schotse muzikant Nathan Evans virale hits op de sociale-mediasite TikTok, wat leidde tot een "rage op sociale media" rond shanty's.

## Synopsis
Soon may the Wellerman come

To bring us sugar and tea and rum

One day, when the tonguin' is done

We'll take our leave and go

De tekst van het lied beschrijft een vangschip genaamd "Billy of Tea" en zijn jacht op een echte walvis.
Het lied beschrijft hoe de bemanning van het schip hoopt op een "wellerman" die hun voorraden luxeartikelen komt brengen, met het refrein: "Spoedig moge de wellerman komen, om ons suiker en thee en rum te brengen." Een wellerman was een werknemer van de gebroeders Weller. In de walvisvaart in het 19e-eeuwse Nieuw-Zeeland bezaten de gebroeders Weller schepen die proviand verkochten en naar walvisvaartboten brachten. Volgens de vermelding van het lied op de website van de New Zealand Folk Song, kregen de arbeiders van deze baai-walvisjachtstations (de walvisjagers) geen loon, maar werden ze uitbetaald in slops (kant-en-klare kleding), sterke drank en tabak.
Het refrein gaat verder met de bemanning die hun hoop zingt dat "op een dag als het tonguin' voorbij is, we ons verlof zullen nemen en gaan". "Tonguing" verwijst in deze context naar de praktijk van het snijden van reepjes walvisblubber om er olie van te maken.
De volgende verzen beschrijven de vastberadenheid van de kapitein om de walvis in kwestie binnen te halen, zelfs als de tijd verstrijkt en meerdere walvisboten in de strijd verloren gaan.
In het laatste couplet beschrijft de verteller hoe de Billy o' Tea nog steeds verwikkeld is in een voortdurende strijd met de walvis, waarbij de wellerman voorraden komt brengen om de kapitein en de bemanning te versterken.

## Nathan Evans-versie
De versie van de Schotse muzikant Nathan Evans verhoogde de bekendheid van het nummer Wellerman, wat leidde tot een toename van de belangstelling voor zeemansliederen en een veelvoud aan remixes en nieuwe versies. Evans' versie werd geprezen om zijn "authentieke gevoel van stoïcijnse verdraagzaamheid" dat jonge mensen in lockdown aanspreekt. Het nummer geproduceerd door Nathan Evans bereikte een nummer 2 positie in de UK Singles Chart en nummer 1 in de verkoopslijst. In februari 2021 zongen Evans, 220 Kid en Billen Ted het lied voor het CBBC-televisieprogramma Blue Peter.  Een nieuwe versie van "Wellerman" met de Duitse folkband Santiano werd op 19 februari 2021 als single uitgebracht.

### Hitnoteringen

#### Nederlandse Top 40
| Hitnotering: 06-02-2021 t/m 29-05-2021 | Hitnotering: 06-02-2021 t/m 29-05-2021 | Hitnotering: 06-02-2021 t/m 29-05-2021 | Hitnotering: 06-02-2021 t/m 29-05-2021 | Hitnotering: 06-02-2021 t/m 29-05-2021 | Hitnotering: 06-02-2021 t/m 29-05-2021 | Hitnotering: 06-02-2021 t/m 29-05-2021 | Hitnotering: 06-02-2021 t/m 29-05-2021 | Hitnotering: 06-02-2021 t/m 29-05-2021 | Hitnotering: 06-02-2021 t/m 29-05-2021 | Hitnotering: 06-02-2021 t/m 29-05-2021 | Hitnotering: 06-02-2021 t/m 29-05-2021 | Hitnotering: 06-02-2021 t/m 29-05-2021 | Hitnotering: 06-02-2021 t/m 29-05-2021 | Hitnotering: 06-02-2021 t/m 29-05-2021 | Hitnotering: 06-02-2021 t/m 29-05-2021 | Hitnotering: 06-02-2021 t/m 29-05-2021 | Hitnotering: 06-02-2021 t/m 29-05-2021 | Hitnotering: 06-02-2021 t/m 29-05-2021 |
| Week:                                  | 1                                      | 2                                      | 3                                      | 4                                      | 5                                      | 6                                      | 7                                      | 8                                      | 9                                      | 10                                     | 11                                     | 12                                     | 13                                     | 14                                     | 15                                     | 16                                     | 17                                     |                                        |
| -------------------------------------- | -------------------------------------- | -------------------------------------- | -------------------------------------- | -------------------------------------- | -------------------------------------- | -------------------------------------- | -------------------------------------- | -------------------------------------- | -------------------------------------- | -------------------------------------- | -------------------------------------- | -------------------------------------- | -------------------------------------- | -------------------------------------- | -------------------------------------- | -------------------------------------- | -------------------------------------- | -------------------------------------- |
| Positie:                               | 28                                     | 10                                     | 5                                      | 1                                      | 1                                      | 1                                      | 1                                      | 2                                      | 4                                      | 4                                      | 6                                      | 8                                      | 11                                     | 14                                     | 18                                     | 26                                     | 32                                     | uit                                    |

#### NederlandseSingle Top 100
| Hitnotering: 06-02-2021 t/m 04-09-2021 | Hitnotering: 06-02-2021 t/m 04-09-2021 | Hitnotering: 06-02-2021 t/m 04-09-2021 | Hitnotering: 06-02-2021 t/m 04-09-2021 | Hitnotering: 06-02-2021 t/m 04-09-2021 | Hitnotering: 06-02-2021 t/m 04-09-2021 | Hitnotering: 06-02-2021 t/m 04-09-2021 | Hitnotering: 06-02-2021 t/m 04-09-2021 | Hitnotering: 06-02-2021 t/m 04-09-2021 | Hitnotering: 06-02-2021 t/m 04-09-2021 | Hitnotering: 06-02-2021 t/m 04-09-2021 | Hitnotering: 06-02-2021 t/m 04-09-2021 | Hitnotering: 06-02-2021 t/m 04-09-2021 | Hitnotering: 06-02-2021 t/m 04-09-2021 | Hitnotering: 06-02-2021 t/m 04-09-2021 | Hitnotering: 06-02-2021 t/m 04-09-2021 | Hitnotering: 06-02-2021 t/m 04-09-2021 |
| Week:                                  | 1                                      | 2                                      | 3                                      | 4                                      | 5                                      | 6                                      | 7                                      | 8                                      | 9                                      | 10                                     | 11                                     | 12                                     | 13                                     | 14                                     | 15                                     | 16                                     |
| -------------------------------------- | -------------------------------------- | -------------------------------------- | -------------------------------------- | -------------------------------------- | -------------------------------------- | -------------------------------------- | -------------------------------------- | -------------------------------------- | -------------------------------------- | -------------------------------------- | -------------------------------------- | -------------------------------------- | -------------------------------------- | -------------------------------------- | -------------------------------------- | -------------------------------------- |
| Positie:                               | 32                                     | 6                                      | 2                                      | 1                                      | 1                                      | 3                                      | 3                                      | 3                                      | 4                                      | 4                                      | 5                                      | 5                                      | 6                                      | 7                                      | 11                                     | 12                                     |
| Week:                                  | 17                                     | 18                                     | 19                                     | 20                                     | 21                                     | 22                                     | 23                                     | 24                                     | 25                                     | 26                                     | 27                                     | 28                                     | 29                                     | 30                                     | 31                                     |                                        |
| Positie:                               | 23                                     | 23                                     | 27                                     | 36                                     | 48                                     | 51                                     | 55                                     | 58                                     | 59                                     | 58                                     | 73                                     | 73                                     | 80                                     | 88                                     | 93                                     | uit                                    |

#### VlaamseUltratop 50
| Hitnotering: 13-02-2021 t/m 17-07-2021 | Hitnotering: 13-02-2021 t/m 17-07-2021 | Hitnotering: 13-02-2021 t/m 17-07-2021 | Hitnotering: 13-02-2021 t/m 17-07-2021 | Hitnotering: 13-02-2021 t/m 17-07-2021 | Hitnotering: 13-02-2021 t/m 17-07-2021 | Hitnotering: 13-02-2021 t/m 17-07-2021 | Hitnotering: 13-02-2021 t/m 17-07-2021 | Hitnotering: 13-02-2021 t/m 17-07-2021 | Hitnotering: 13-02-2021 t/m 17-07-2021 | Hitnotering: 13-02-2021 t/m 17-07-2021 | Hitnotering: 13-02-2021 t/m 17-07-2021 | Hitnotering: 13-02-2021 t/m 17-07-2021 | Hitnotering: 13-02-2021 t/m 17-07-2021 | Hitnotering: 13-02-2021 t/m 17-07-2021 | Hitnotering: 13-02-2021 t/m 17-07-2021 | Hitnotering: 13-02-2021 t/m 17-07-2021 | Hitnotering: 13-02-2021 t/m 17-07-2021 | Hitnotering: 13-02-2021 t/m 17-07-2021 | Hitnotering: 13-02-2021 t/m 17-07-2021 | Hitnotering: 13-02-2021 t/m 17-07-2021 | Hitnotering: 13-02-2021 t/m 17-07-2021 | Hitnotering: 13-02-2021 t/m 17-07-2021 | Hitnotering: 13-02-2021 t/m 17-07-2021 | Hitnotering: 13-02-2021 t/m 17-07-2021 |
| Week:                                  | 1                                      | 2                                      | 3                                      | 4                                      | 5                                      | 6                                      | 7                                      | 8                                      | 9                                      | 10                                     | 11                                     | 12                                     | 13                                     | 14                                     | 15                                     | 16                                     | 17                                     | 18                                     | 19                                     | 20                                     | 21                                     | 22                                     | 23                                     |                                        |
| -------------------------------------- | -------------------------------------- | -------------------------------------- | -------------------------------------- | -------------------------------------- | -------------------------------------- | -------------------------------------- | -------------------------------------- | -------------------------------------- | -------------------------------------- | -------------------------------------- | -------------------------------------- | -------------------------------------- | -------------------------------------- | -------------------------------------- | -------------------------------------- | -------------------------------------- | -------------------------------------- | -------------------------------------- | -------------------------------------- | -------------------------------------- | -------------------------------------- | -------------------------------------- | -------------------------------------- | -------------------------------------- |
| Positie:                               | 36                                     | 8                                      | 3                                      | 4                                      | 1                                      | 5                                      | 1                                      | 1                                      | 2                                      | 1                                      | 4                                      | 2                                      | 8                                      | 5                                      | 4                                      | 16                                     | 19                                     | 24                                     | 19                                     | 29                                     | 27                                     | 35                                     | 46                                     | uit                                    |

## Andere uitvoeringen
- In 2021 bracht de Duitse folkmetalband Storm Seeker een (akoestische) versie van Wellerman uit.[6]